# Filaret Galtchev
Filaret Galtchev (en russe : Филарет Гальчев ; né le 26 mai 1963 à Tbilissi, en République socialiste soviétique de Géorgie), est un homme d’affaires russe d’origine grecque pontique (Filaretos Kaltsidis), président du groupe Eurocement.

## Jeunesse
Filaret Illitch Galtchev est né à Tbilissi, capitale de la Géorgie, qui faisait alors partie de l'Union soviétique. Il est le dernier de 6 enfants. Ses parents vivent actuellement en Ukraine.
Il est diplômé de l'Institut minier de Moscou,,.

## Carrière
Il occupe différents postes de management dans le domaine de la production de charbon (International Trading House of Mining Industry de 1992 à 1993, Russian Coal de 1993 à 1997). En avril 1997, Galchev et son partenaire Georgy Krasnyansky créent Rosuglesbyt, qui est devenue une entreprise productrice de charbon de premier plan en Russie.
En 2000, Galtchev s'associe à Sergueï Generalov, alors ministre russe des combustibles et de l'énergie, pour privatiser la Krasnoyarsk Coal Company. En 2002, Galtchev vend sa participation dans l'entreprise au groupe MDM et achète immédiatement des actions de Sterncement car il voyait un potentiel dans l'industrie du ciment. Il fonde ainsi en 2002 le groupe Eurocement, en regroupant 16 exploitations de ciment en Russie, Ukraine et Ouzbekistan. En 2004, les exploitations de ciment de Galtchev produisent 9,6 millions de tonnes de ciment.
Selon Forbes, en mars 2018, Galtchev a une fortune nette de 1 milliard de dollars.
Il est docteur en économie, professeur et membre de la Mining Academy.

## Vie privée
Il est marié et père de deux enfants. Il vit à Moscou. Il a également la nationalité grecque.
Il possède un superyacht de 73,5 mètres, nommé Lady Vera (ex-Sapphire).